# Куниця Семен Андрійович
Семен Андрійович Куниця (16 березня 1914, Великий Хутір — 29 серпня 1941) — радянський військовий льотчик, Герой Радянського Союзу (1942 — посмертно), в роки німецько-радянської війни військовий комісар ескадрильї 69-го винищувального авіаційного полку (21-а змішана авіаційна дивізія, ВПС окремої Приморської армії, Південний фронт) старший політрук.

## Біографія
Народився 16 березня 1914 року в селі Великий Хутір (нині Драбівського району Черкаської області) в сім'ї селянина. Українець. Член ВКП (б) з 1939 року. Закінчив 7 класів школи. Працював конюхом і пастухом в сільськогосподарській комуні «Червоний орач». Після закінчення в 1934 році педагогічного технікуму в місті Золотоноша Черкаської області працював там же завідувачем піонерським відділом райкому ЛКСМУ. У РСЧА з 17 серпня 1935 року. У 1937 році закінчив 1-у Качинську Червонопрапорну військову авіаційну школу пілотів імені О. Ф. Мясникова і був залишений у ній льотчиком-інструктором (школа знаходилась в смт Кача поблизу Севастополя). У травні 1940 року призначений військовим комісаром ескадрильї 69-го винищувального авіаційного полку (Одеський військовий округ).
Учасник радянсько-німецької війни з першого дня. Бойовий рахунок відкрив 23 липня, збивши над Чорним морем німецький бомбардувальник He-111. У повітряному бою 1 серпня, рятуючи льотчика А. Єлохіна, збив винищувач Me-109. В іншому повітряному бою, витративши боєприпаси, намагався таранити бомбардувальник Ju-87, але тоді противникові вдалося піти, сховавшись в хмарах. Обороняючи Одесу, справив 107 бойових вильотів (40 на штурмовку), у 12 повітряних боях знищив особисто 2 і в групі 2 літаки ворога.
29 серпня 1941 року в районі Одеси на винищувачі І-16 вступив у бій з чотирма Me-109. В ході бою йому вдалося збити один «Мессершмітт». Коли скінчилися боєприпаси, пішов на таран і знищив другий літак ворога. Після цього покинув пошкоджений винищувач на парашуті, але був убитий в повітрі. Його тіло опустилося в розташуванні 25-ї Чапаєвської стрілецької дивізії. Похований «чапаєвцями» на місці загибелі.
5 листопада 1941 року постановою військової ради Південного фронту старший політрук Куниця за цей подвиг посмертно нагороджений орденом Леніна. Звання Героя Радянського Союзу Семену Андрійовичу Куниці посмертно присвоєно 10 лютого 1942 року.

## Нагороди, вшанування
Нагороджений 2 орденами Леніна, орденом Червоного Прапора.
Після війни перепохований на алеї Слави в Одесі. Його ім'я носять Великохуторівська середня школа, вулиці у селі Великий Хутір та місті Одесі. Воно викарбуване на мармуровій плиті біля Одеського академічного театру опери та балету.